# NGC 85
NGC 85 ist eine linsenförmige Galaxie vom Hubble-Typ S0 im Sternbild Andromeda am Nordsternhimmel. Sie ist etwa 284 Millionen Lichtjahre von der Milchstraße entfernt und hat einen Durchmesser von etwa 60.000 Lichtjahren.

Sie ist ein Mitglied der NGC-80-Gruppe. Wenige Bogensekunden östlich von ihrer Position befindet sich IC 1546 (NGC 85A). 
Das Objekt wurde am 15. November 1873 vom schottischen Astronomen Ralph Copeland entdeckt.